# Août 1984

## Événements
- 1er août : découverte dans une tourbière du Cheshire des restes momifiés de l'Homme de Lindow.
- 4 août : la Haute-Volta devient le Burkina Faso sous la houlette du CNR (Conseil national de la Révolution) dirigé par Thomas Sankara qui sera assassiné 3 ans plus tard (15 octobre 1987) à la suite d'un coup d'État orchestré par Blaise Compaoré, ancien président du Burkina Faso, actuellement en exil en Côte d'Ivoire.
- 5 août (Formule 1) : Grand Prix automobile d'Allemagne.
- 8 août : le président de Mongolie Yumjagiyn Tsedenbal doit démissionner pour cause d’autoritarisme. Son successeur Jambyn Batmonkh le rend responsable de la « stagnation » du pays.
- 13 août : accord d'Oujda entre le Maroc et l’Algérie sur le conflit Sahraoui.
- 14 août : conférence des Nations unies sur la démographie, à Mexico.
- 15 août : début du conflit armé turco-kurde lancé par une attaque du PKK contre l'État turc.
- 19 août (Formule 1) : Grand Prix automobile d'Autriche.
- 25 août: naufrage au large d'Ostende du cargo "Mont-Louis" transportant de l'uranium, après une collision avec un ferry[1]
- 26 août (Formule 1) : Grand Prix automobile des Pays-Bas.

## Naissances
- 1er août : Bastian Schweinsteiger, footballeur allemand.
- 2 août : 
  - Arnaud Delomel, animateur d'M6, de M6 Boutique La Chaîne et de Terre d'infos.
  - J. D. Vance, homme politique américain et sénateur des États-Unis depuis 2023.
- 3 août : Ryan Lochte, nageur américain
- 5 août : Battista Acquaviva, Chanteuse française candidate à The Voice Saison 4.
- 6 août : Sofia Essaïdi, chanteuse Franco-Marocaine.
- 9 août : Gaizka Toquero Pinedo, footballeur espagnol.
- 11 août : Markis Kido, joueur de badminton indonésien († 14 juin 2021).
- 12 août : Sherone Simpson, athlète jamaiquaine.
- 14 août :
  - Eva Birnerová, joueuse de tennis tchèque.
  - Robin Söderling, joueur de tennis suédois.
- 19 août : Graham Brown, basketteur américain.
- 21 août :
  - Alizée, chanteuse française.
  - Eve Torres, catcheuse de la WWE.
- 23 août : Manuel Carizza, rugbyman argentin.
- 24 août : Charlie Villanueva, basketteur américain.
- 26 août : Jérémy Clément, footballeur français.
- 29 août : 
  - Ikram Mahjar, taekwondoïste tunisienne.
  - Helge Meeuw, nageur allemand.
- 31 août : Ted Ligety, skieur alpin américain.

## Décès
- 5 août : Richard Burton, acteur britannique.
- 8 août : Richard Deacon, acteur américain.
- 13 août : Tigran Petrossian, joueur d'échecs russe.
- 19 août : Marianne Beth, avocate, sociologue, féministe et professeure austro-américaine.
- 25 août : Truman Capote, écrivain américain.